# Thrasymedes mexicana
Thrasymedes mexicana är en insektsart som beskrevs av Albino Morimasa Sakakibara 1998. Thrasymedes mexicana ingår i släktet Thrasymedes och familjen hornstritar. Inga underarter finns listade i Catalogue of Life.